# Пик, Лупу
Лупу Пик (нем. Lupu Pick; 2 января 1886, Яссы, Румыния — 7 марта 1931, Берлин) — немецкий актёр и кинорежиссёр.

## Биография
Отец Пика — австриец, мать имела румынские корни. В 1909 году Пик начал актёрскую карьеру на сцене театра имени Шиллера в Гамбурге. В 1910 году он также работал в Летнем театре во Фленсбурге, где впервые выступил также режиссёром и где в 1911 году также играла Эдит Поска, на которой он женился спустя год. В 1913 году Пик сыграл роль врача в постановке пьесы «Порченные» (Les Avariés) Эжена Брие в Немецком театре в Берлине и стал знаменитым. Он остался работать в Берлине и в течение шести лет служил в Малом театре на Унтер-ден-Линден актёром, режиссёром и членом правления театра.
Кинодебют Лупу Пика пришёлся на 1910 год. Он работал с Герхардом Лампрехтом, Рихардом Освальдом, Хенриком Галееном, Фрицем Лангом и снимался в собственных лентах. В 1917 году Пик основал кинокомпанию Rex-Film AG. Он активно участвовал в общественной жизни и в 1919 году своим фильмом «Милосердие — Не убивайте больше!» выступил против смертной казни.
Вместе со сценаристом Карлом Майером Пик занялся камерным кинематографом и снял «Осколки» (1921) и Новогодняя ночь (1924). Последним немым фильмом Пика стала историческая лента «Наполеон на острове Святой Елены» (1929).
В качестве актёра Лупу Пик выступил ещё раз в 1926 году в роли извозчика в «Последней пролётке Берлина», а также в 1928 году в роли японского агента Мацумото в фильме «Шпионы» Фрица Ланга.
Супруга Пика Эдит Поска покончила жизнь самоубийством спустя четыре месяца после смерти мужа.

## Фильмография
- 1915 — / Schlemihl
- 1916 — / Hoffmanns Erzählungen
- 1916 — / Homunculus
- 1916: Das unheimliche Haus
- 1917: Das Opfer der Yella Rogesius
- 1918: Да будет свет! / Er werde Licht!
- 1918: Mr. Wu
- 1918: Der Weltspiegel
- 1919: Милосердие — Не убивайте больше! / Misericordia — Tötet nicht mehr!
- 1920: Der Dummkopf
- 1920: Der verbotene Weg
- 1921: «Осколки» / Scherben
- 1921: Grausige Nächte
- 1922: Aus den Erinnerungen eines Frauenarztes
- 1922: Zum Paradies der Damen
- 1924: Новогодняя ночь / Sylvester
- 1926: Последняя пролётка Берлина / Die letzte Droschke von Berlin
- 1926: Das Panzergewölbe
- 1926: Karl Hau — Träger eines Menschenschicksals
- 1928: Шпионы / Spione
- 1929: Наполеон на острове Святой Елены / Napoleon auf St. Helena
- 1931: Gassenhauer